# Margriet van der Linden
Margriet van der Linden (Nieuw-Lekkerland, 31 januari 1970) is een Nederlandse journaliste. Van 2008 tot 2013 was zij hoofdredacteur van het feministische tijdschrift Opzij. In de zomer van 2009 presenteerde zij het VPRO-programma Zomergasten. Van 2018 tot 2022 was ze presentator van haar eigen talkshow M. In 2024 won zij de Sonja Barend Award.

## Biografie

### Jeugd en opleiding
Van der Linden groeide op in een Gereformeerde Bondsgezin in Ridderkerk. Dit orthodox-protestantse milieu stond haar niet aan, al jong kwam ze in opstand tegen de Bijbelse rolverdeling tussen vrouw en man.
Na de havo te hebben gevolgd aan de reformatorische middelbare school Guido de Brès in Rotterdam, bekwaamde ze zich van 1988 tot 1992 in de journalistiek aan de Evangelische School voor Journalistiek (destijds gevestigd in Amersfoort). Tijdens haar studie brak ze uiteindelijk ook met het geloof en beleefde ze haar coming-out. Hierdoor kwam het tot een breuk met haar ouders. Dit verwerkte ze later in haar boek De liefde niet.

### Carrière
Na haar studie werkte Van der Linden als redacteur bij het Nieuw Israëlietisch Weekblad, De ronde van Witteman en RTL Nieuws, en als presentator bij 5 in het Land van RTL 5. Van 1998 tot 2001 was ze voor onder andere de actualiteitenrubriek Twee Vandaag van de TROS en de nieuwsrubrieken van SBS6 en Net5 freelance correspondent in de Verenigde Staten, met als standplaats New York. Van 2001 tot 2004 deed ze freelance presentaties bij de lokale omroepen AT5 en RTV Noord-Holland. Van 2002 tot 2007 was Van der Linden voor de eerste keer hoofdredactrice en wel van het vrouwenblad Blvd. Daarnaast was ze van 2005 tot 2008 presentatrice bij BNR Nieuwsradio en trad ze op als interviewer ('spraakmaker') bij de televisiezender Het Gesprek.
In 2008 volgde ze Cisca Dresselhuys op als hoofdredacteur van het feministische maandblad Opzij. In deze functie voerde Margriet van der Linden een aantal drastische veranderingen door. Opzij stopte met de Feministische Meetlat, de befaamde rubriek van Cisca Dresselhuys en trok enkele nieuwe columnisten aan, zoals de econoom Heleen Mees en journalist Myrthe Hilkens. In 2009 was Van der Linden de initiatiefnemer van de Opzij Top 100, een jaarlijkse lijst van de meest invloedrijke vrouwen van Nederland. Zij wilde met de Opzij Top 100 deze topvrouwen beter zichtbaar maken, omdat zij zorgen voor verandering en vooruitgang. In 2013 werd ze als hoofdredacteur van Opzij uiteindelijk opgevolgd door Irene de Bel.
Ze schreef ook columns in dagblad De Pers. In de zomer van 2009 presenteerde ze op de zondagavonden een zesdelige interviewserie van het televisieprogramma Zomergasten van de VPRO.
In 2014 was ze VN vrouwenvertegenwoordiger en ging ze naar de Algemene Vergadering van de Verenigde Naties om daar een speech te geven.
In 2014 deed Van der Linden mee aan De Slimste Mens, waarin ze de finale haalde. In 2015 deed Van der Linden mee aan het programma Wie is de Mol?, waarin zij de rol van de mol op zich nam. Tevens bracht Uitgeverij Querido haar autobiografische debuutroman De liefde niet uit, dat handelt over haar strijd met haar christelijke achtergrond en seksuele geaardheid.
Van begin 2016 tot juni van dat jaar had van der Linden samen met vriendin en actrice Martine Sandifort een wekelijks nachtprogramma op NPO Radio 2, genaamd Ramarmar (radio door Margriet en Martine). Van der Linden leerde Sandifort in 2014 kennen tijdens het programma Wie is de Mol?, waarin van der Linden de mol van het vijftiende seizoen was. In 2016 en 2017 presenteerde Van der Linden de taalquiz De Tafel van Taal en vanaf 2017 Moltalk bij de AVROTROS met Chris Zegers als medepresentator.
Van 14 mei 2018 tot 18 maart 2022 was Van der Linden te zien als presentatrice van het televisieprogramma M, een praatprogramma van KRO-NCRV, dat elke werkdag werd uitgezonden. In M besprak zij met haar gasten het nieuws van de dag. Dit programma werd in maart 2022 van de buis gehaald vanwege te lage kijkcijfers.
In 2024 won Van der Linden de Sonja Barend Award voor haar drie- en een half uur durend interview met strafrechtadvocate Liesbeth Zegveld in een eenmalig opnieuw door haar gepresenteerde aflevering van Zomergasten.
In 2025 deed Van der Linden, als voormalig finalist, nogmaals een aflevering mee aan de jubileumeditie van De slimste mens.

### Persoonlijk
Van der Linden was van 2010 tot 2023 getrouwd met documentairemaker en voormalig hockeyer Kitty Kooring.